# J. Allen Barber

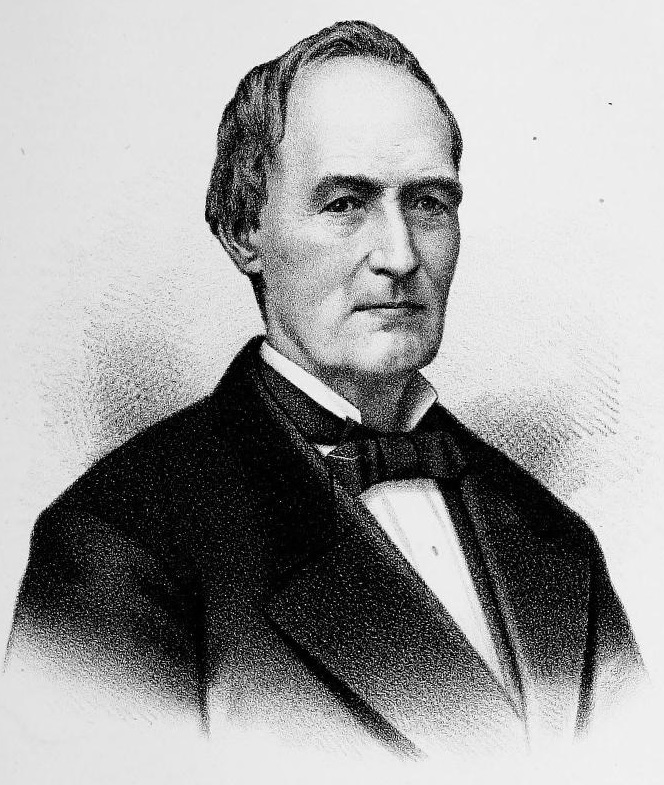
J. Allen Barber

Joel Allen Barber (* 17. Januar 1809 in Georgia, Franklin County, Vermont; † 17. Juni 1881 in Lancaster, Wisconsin) war ein US-amerikanischer Politiker. Zwischen 1871 und 1875 vertrat er den Bundesstaat Wisconsin im US-Repräsentantenhaus.

## Werdegang
Allen Barber besuchte die öffentlichen Schulen seiner Heimat und studierte danach an der University of Vermont in Burlington. Anschließend war er im Prince George’s County in Maryland als Lehrer tätig. Nach einem Jurastudium und seiner im Jahr 1834 erfolgten Zulassung als Rechtsanwalt begann er in Fairfield in seinem neuen Beruf zu arbeiten. Im Jahr 1837 zog er nach Lancaster im Wisconsin-Territorium, wo er ebenfalls als Anwalt praktizierte. Im dortigen Grant County war er mehrere Jahre in der Verwaltung tätig. Außerdem war er dort auch Bezirksstaatsanwalt.
Im Jahr 1846 war Barber Delegierter auf der ersten verfassungsgebenden Versammlung des zukünftigen Bundesstaates Wisconsin. Nach der Gründung dieses Staates war er in den Jahren 1852, 1853, 1863 und 1864 Abgeordneter in der Wisconsin State Assembly. Im Jahr 1864 war er deren Präsident. 1856 und 1857 gehörte Barber dem Senat von Wisconsin an. Er war Mitglied der 1854 gegründeten Republikanischen Partei. Bei den Kongresswahlen des Jahres 1870 wurde er im dritten Wahlbezirk von Wisconsin in das US-Repräsentantenhaus in Washington, D.C. gewählt, wo er am 4. März 1871 die Nachfolge von Amasa Cobb antrat. Nach einer Wiederwahl im Jahr 1872 konnte er bis zum 3. März 1875 zwei Legislaturperioden im Kongress absolvieren.
Im Jahr 1874 verzichtete Allen Barber auf eine erneute Kandidatur für das US-Repräsentantenhaus. In den folgenden Jahren arbeitete er wieder als Rechtsanwalt. Er starb am 17. Juni 1881 in Lancaster.